# Liste des seigneurs de Heinsberg
 (mars 2020).
Si vous disposez d'ouvrages ou d'articles de référence ou si vous connaissez des sites web de qualité traitant du thème abordé ici, merci de compléter l'article en donnant les références utiles à sa vérifiabilité et en les liant à la section « Notes et références ».
 (mars 2020).
- Si vous ne connaissez pas le sujet, laissez ce bandeau (vous pouvez alors contacter les auteurs).
- Si vous supprimez le contenu mis en cause (vous pouvez préalablement contacter les auteurs),

argumentez précisément cette suppression dans la page de discussion
(un manque de référence n'est pas un argument ; une recherche réelle de référence doit avoir été effectuée, être formellement documentée).
Cet article présente une liste des seigneurs de Heinsberg. Elle regroupe les personnages ayant régné sur les terres dépendantes d'Heinsberg et illustre les liens entre cette ville et celle de Fauquemont-sur-Gueule (en néerl. Valkenburg) sur les terres de laquelle se situe le Château de Valkenburg.
Au XVe siècle, par le mariage d'Elisabeth, fille de Jeanne de Looz-Heinsberg, avec Guillaume de Juliers-Berg, les ducs de Juliers récupèrent le titre de seigneurs de Heinsberg.

## Liste
| Gossuin Ier de Valkenburg (nl) | Gosewijn I van Valkenburg-Heinsberg  | 1082-1106? |                   | Seigneur de Heinsberg. À partir de 1119 il est indiqué dans les sources avec l'ajout le castello Falcomonte , 'du château Valkenburg'. |  |  |                         |                       |           |      | |  |
| Gerard Ier de Heinsberg (nl)   | Gerard I van Heinsberg               | 1106-1128? | frère             | Seigneur de Heinsberg. |  |  |                         |                       |           |      | |  |
| Gerard II van Heinsberg        | Gerard II van Heinsberg              | 1128?-1129 | cousin            | Fils de Gossuin Ier. Seigneur de Heinsberg. |  |  |                         |                       |           |      | |  |
| Gossuin II de Valkenburg (nl)  | Gosewijn II van Valkenburg-Heinsberg | 1129-1168  | frère             | Fils de Gossuin Ier. Seigneur de Heinsberg et Valkenburg. |  |  |                         |                       |           |      | |  |
| Siegfried de Heinsberg ?       | Siegfried van Heinsberg ?            | 1168-?     | cousin            | Fils de Gérard I ou II. Seigneur de Heinsberg. |  |  |                         |                       |           |      | |  |
| Godefroi de Heinsberg          | Godfried van Heinsberg               | 1189?      | oncle             | Fils de Gossuin II. |  |  |                         |                       |           |      | |  |
| Mathilde de Heinsberg (nl)     | Mechtilde van Heinsberg ?            | 1189?      | sœur              | Fille de Gossuin II. |  |  |                         |                       |           |      | |  |
| Dedo III de Lusace             | Dedo III van Lausitz ?               | 1189-1190? | époux             | Epoux de Mechtilde. |  |  |                         |                       |           |      | |  |
| Adelaïde de Heinsberg          | Adelheid van Heinsberg               | 1190-1207  | petite nièce      | Nièce de Gossuin III. Dame de Heinsberg |  |  |                         |                       |           |      | |  |
| Thierry I de Valkenburg        | Dirk I van Kleef-Heinsberg           | 1200-1227  | gendre            | Comte et seigneur de Heinsberg et Valkenburg. Hérité par sa mère Adelheid. Marié à Isalda de Limbourg, fille de Henri III de Limbourg, grand-mère Mathilde de Sponheim et une sœur de Jutta (Guda) de Limbourg se marie avec Gossuin IV de Heinsberg et Valkenburg (nl), (sans descendance). |  |  |                         |                       |           |      | |  |
| Henri de Heinsberg             | Hendrik van Sponheim-Heinsberg       | 1227-1258  | fils              | Comte et seigneur de Heinsberg, Freusburg, Lowenberg, Blankenberg, Saffenberg. |  |  | Thierry II de Heinsberg | Dirk II van Heinsberg | 1258-1303 | fils | Seigneur de Heinsberg, Blankenberg. Prétendant légitime du Limbourg (1283-1289). Achète en 1282 la résidence des seigneurs de Millen, château de Millen près de Sittard/Nieuwstadt. |  |
| Godefroi Ier de Heinsberg      | Godfried I van Heinsberg             | 1303-1331  | Fils              | Seigneur de Heinsberg, Blankenberg. A fait construire le château de Dalenbroeck dans la localité de Roerdalen. |  |  |                         |                       |           |      | |  |
| Thierry de Heinsberg           | Dirk III van Loon-Heinsberg          | 1331-1361  | cousin            | Comte de Looz et Chiny (1336-1361), Seigneur de Heinsberg et Blankenberg. Il serait le dernier porteur du titre de comte. Son fils unique Godefroy de Looz de Heinsberg est décédé en 1342, à la suite de quoi la lignée Heinsberg s'est éteinte. |  |  |                         |                       |           |      | |  |
| Godfroi de Dalenbroek          | Godfried II van Dalenbroek           | 1361-1395  | cousin            | Il était le fils de Jan I van Dalenbroeck. Seigneur du château de Dalenbroeck. Seigneur de Heinsberg, Lowenberg et Blankenberg. Prétendant héréditaire du comté de Looz et Chiny. Comte de courte durée de Chiny. Avec l'accord des princes-évêques de Liège, se fait appeler 'de Looz-Heinsberg'. Epouse Philippa de Juliers, héritière d'un quartier de Juliers. Ses armoiries, le Lion blanc du Limbourg, peuvent être trouvées sur les armoiries de la municipalité de Roerdalen.                                                                                                 |  |  |                         |                       |           |      | |  |
| Jean II de Looz-Heinsberg      | Jan II van Loon-Heinsberg            | 1395-1438  | fils              | Seigneur de Heinsberg, Lowenberg, Millen, Dalenbroeck et un quartier de Juliers (gouverneur du Limbourg et stadhouder des terres de Valkenburg). Obtient une fille aînée Marie de Looz-Heinsberg de son deuxième mariage avec Anna de Solm (ou Solms-Braunfels). Elle s'est mariée le 7 février 1440 à Diest en Brabant avec Johan de Nassau-Dillenburg. Maria est décédée en 1502 en tant que dernière descendante de la famille Heinsberg-Sponheim. En 1468, elle hérita de la résidence des seigneurs de Millen dans le Limbourg, mais l'échangea en 1499 contre Diest en Brabant. |  |  |                         |                       |           |      | |  |
| Jean III de Looz-Heinsberg     | Jan III van Loon-Heinsberg           | 1438-1443  | fils              | Seigneur de Heinsberg, Lowenberg. Il a pour frère Jean de Heinsberg, prince-évêque de Liège, et pour sœur Marie de Looz-Heinsberg. |  |  |                         |                       |           |      | |  |
| Jean IV de Looz-Heinsberg      | Jan IV van Loon-Heinsberg            | 1443-1448  | fils              | Seigneur de Heinsberg, Diest. Marié à Johanna de Diest. |  |  |                         |                       |           |      | |  |
| Jeanne de Looz-Heinsberg       | Johanna van Loon-Heinsberg           | 1448-1469  | fille héréditaire | Hérite de Heinsberg, Geilenkirchen, Dalenbroeck, Millen, Diest, enz. Mariée à Jean II de Nassau-Sarrebruck. |  |  |                         |                       |           |      | |  |

Après le mariage d'Élisabeth de Nassau-Sarrebruck, fille de Jeanne de Looz-Heinsberg, avec Guillaume de Juliers-Berg, les ducs de Juliers récupèrent le titre de seigneurs de Heinsberg.

## Galerie
L'armorial Nassau-Vianden (1490) :

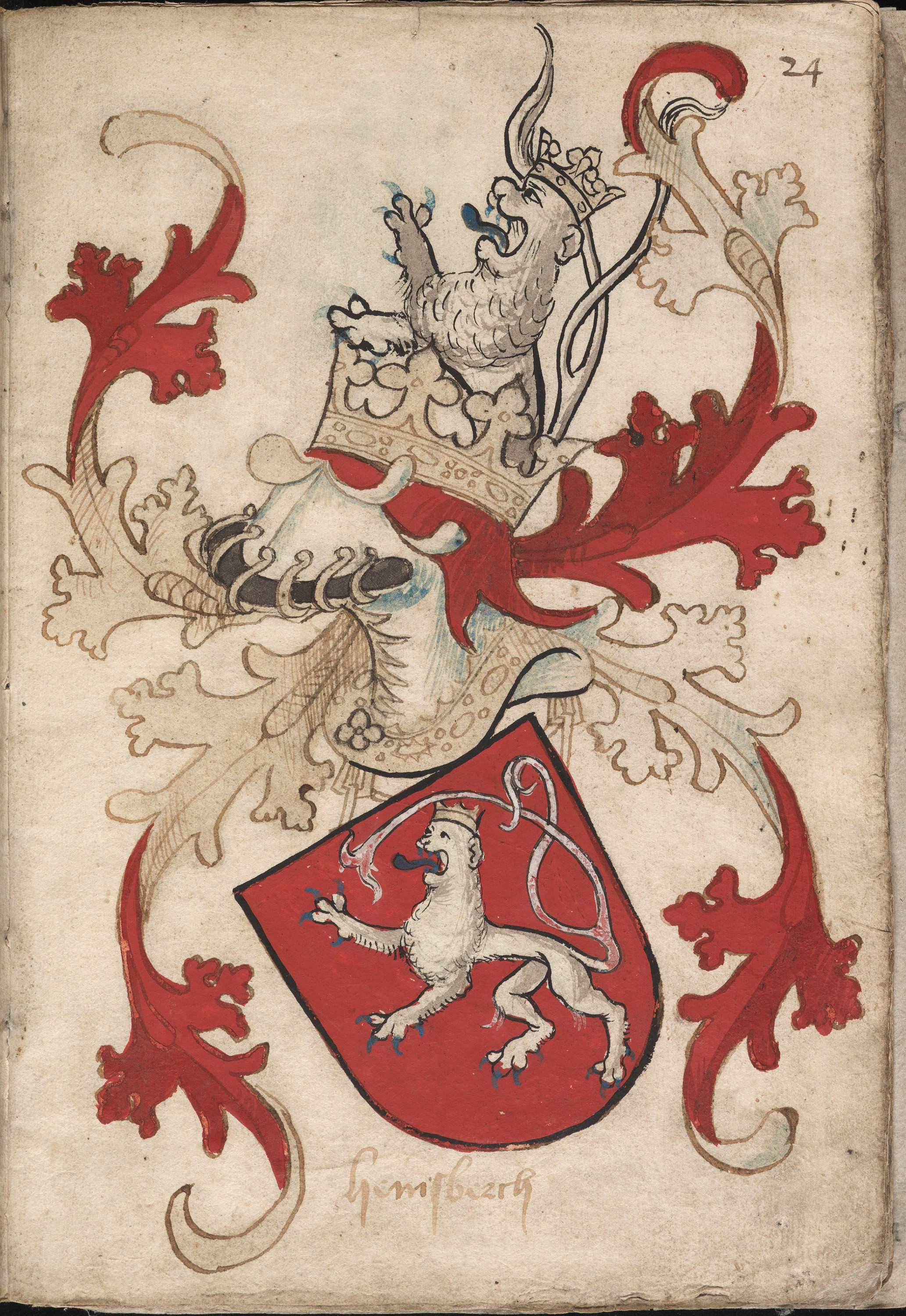
Heinsberg folio 24r
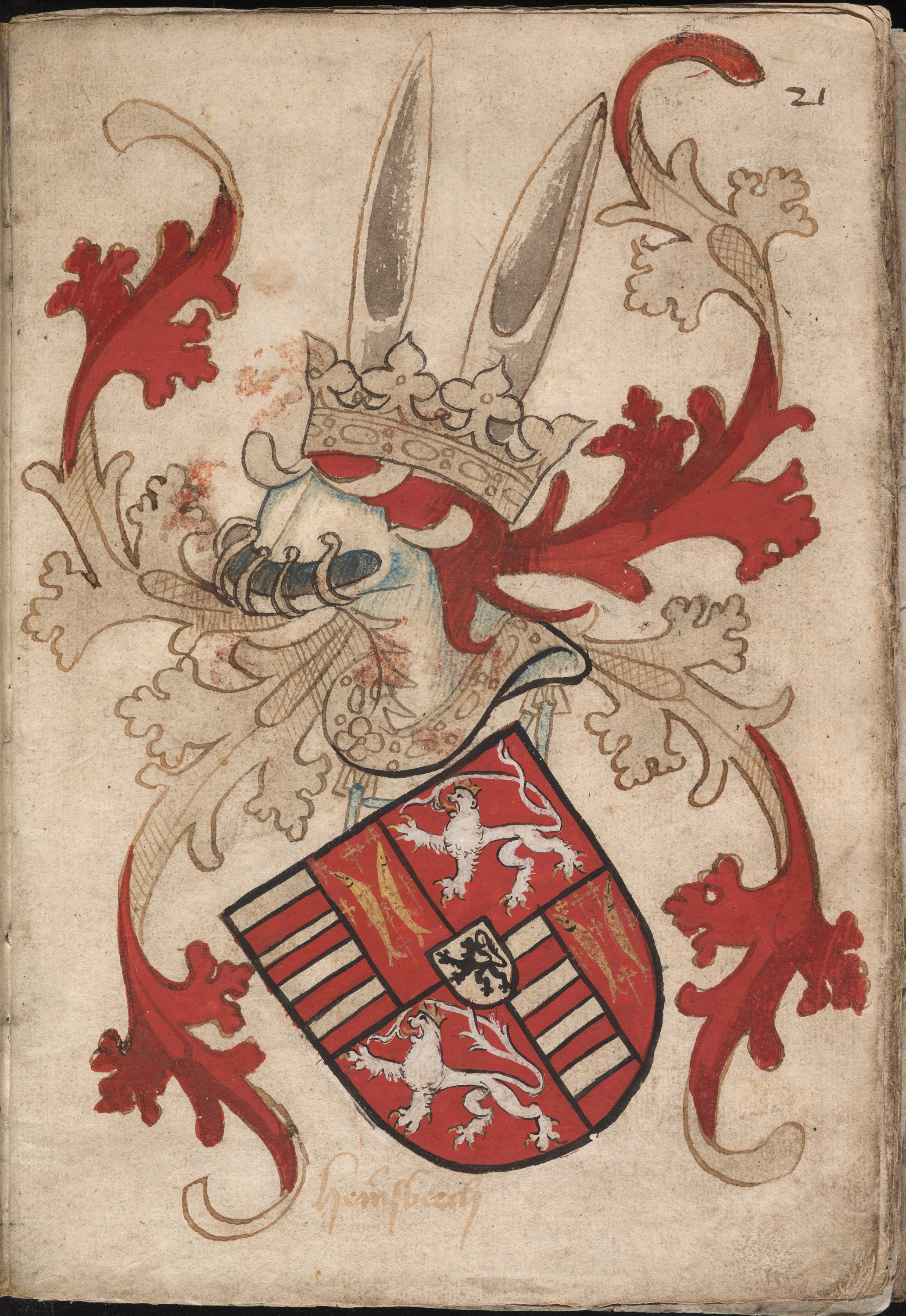
Looz-Heinsberg folio 21r
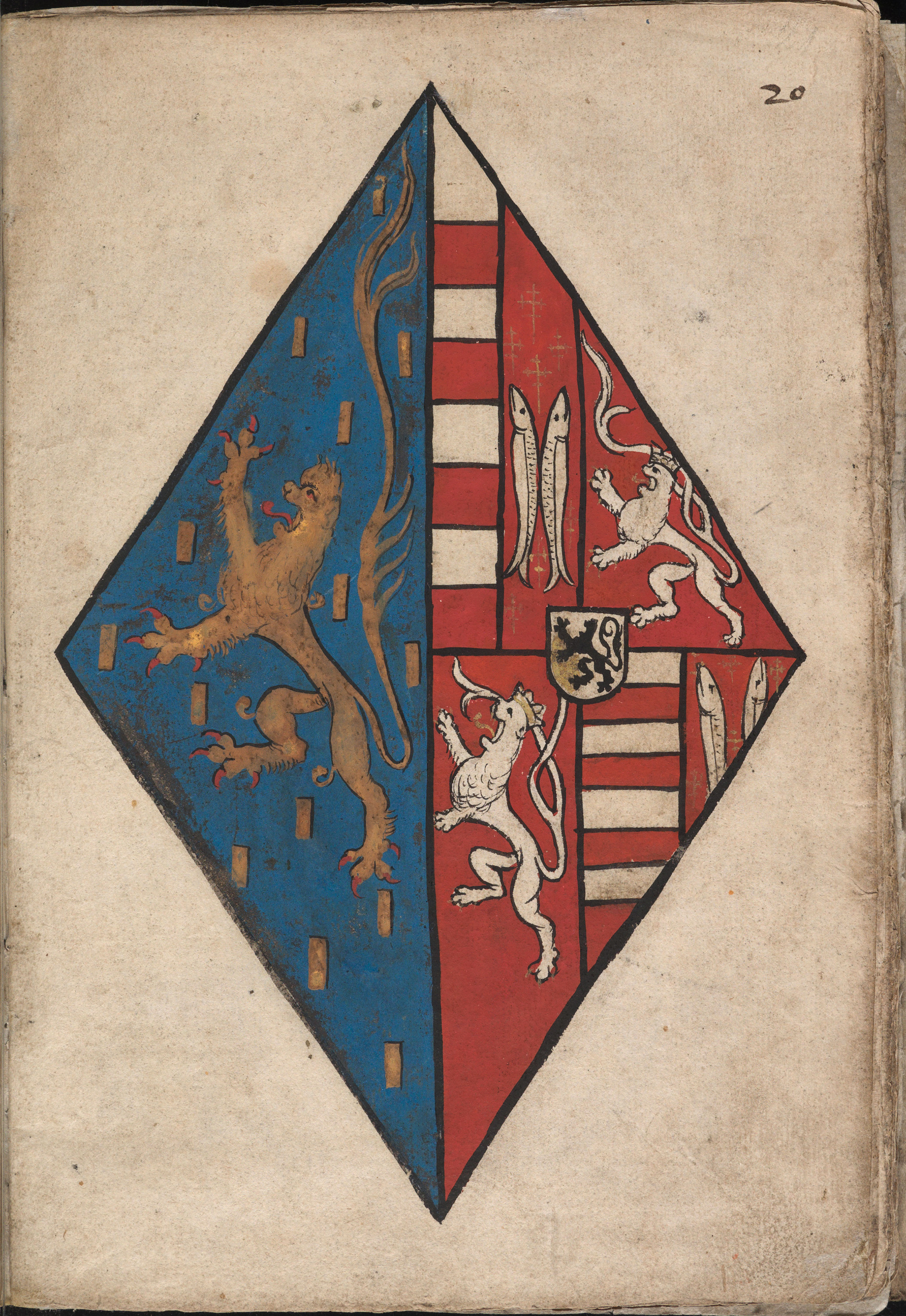
Blason d'un dame Nassau Looz-Heinsberg
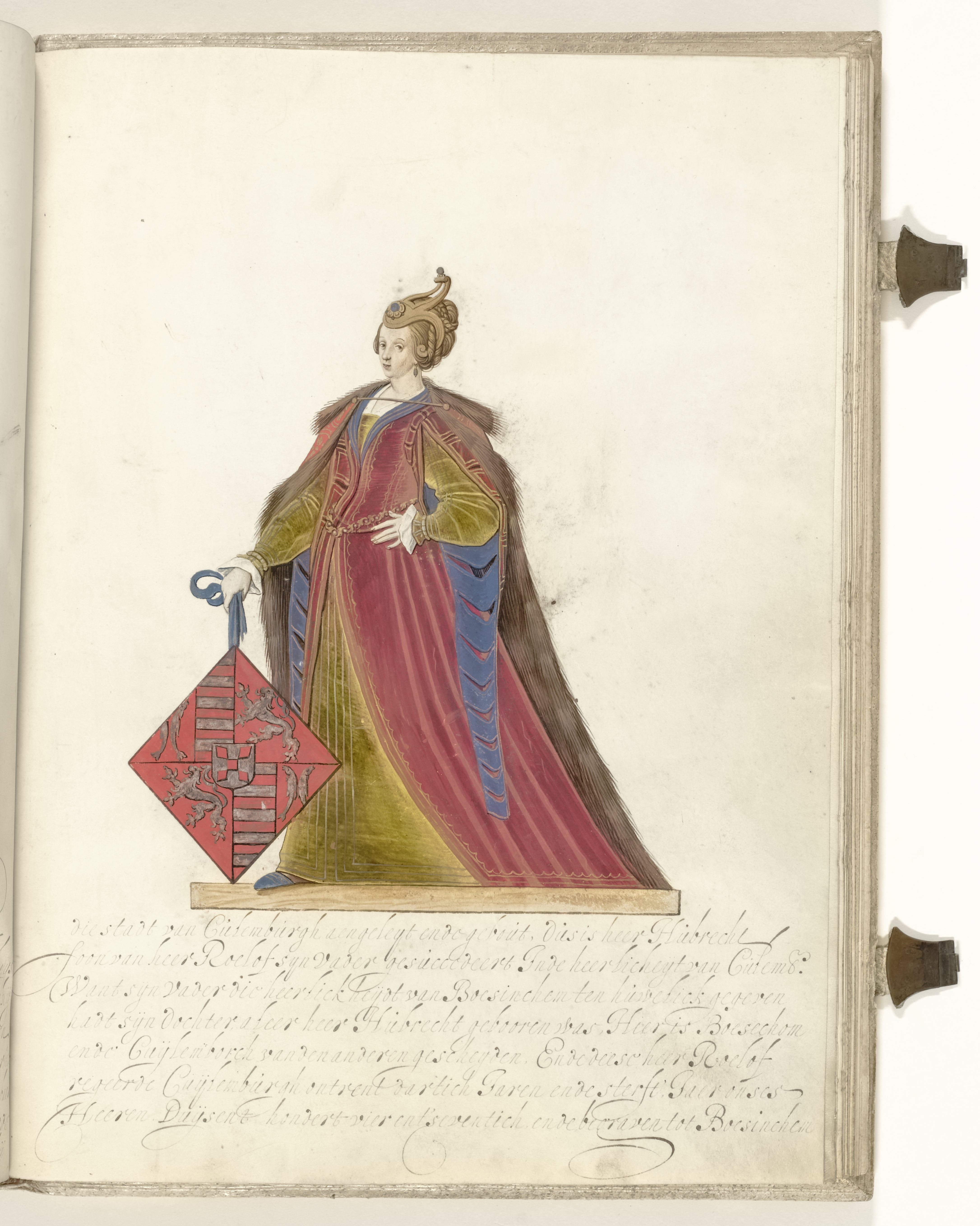
Comtesse Aleid van Beusichem. Epouse du comte Roelof van Beusichem. Fille du seigneur de Heinsberg. De plain-pied, dans la main droite un blason carré avec un autre au centre.Extrait du manuscrit illustré de la généalogie des seigneurs et comtes de Culemborg.
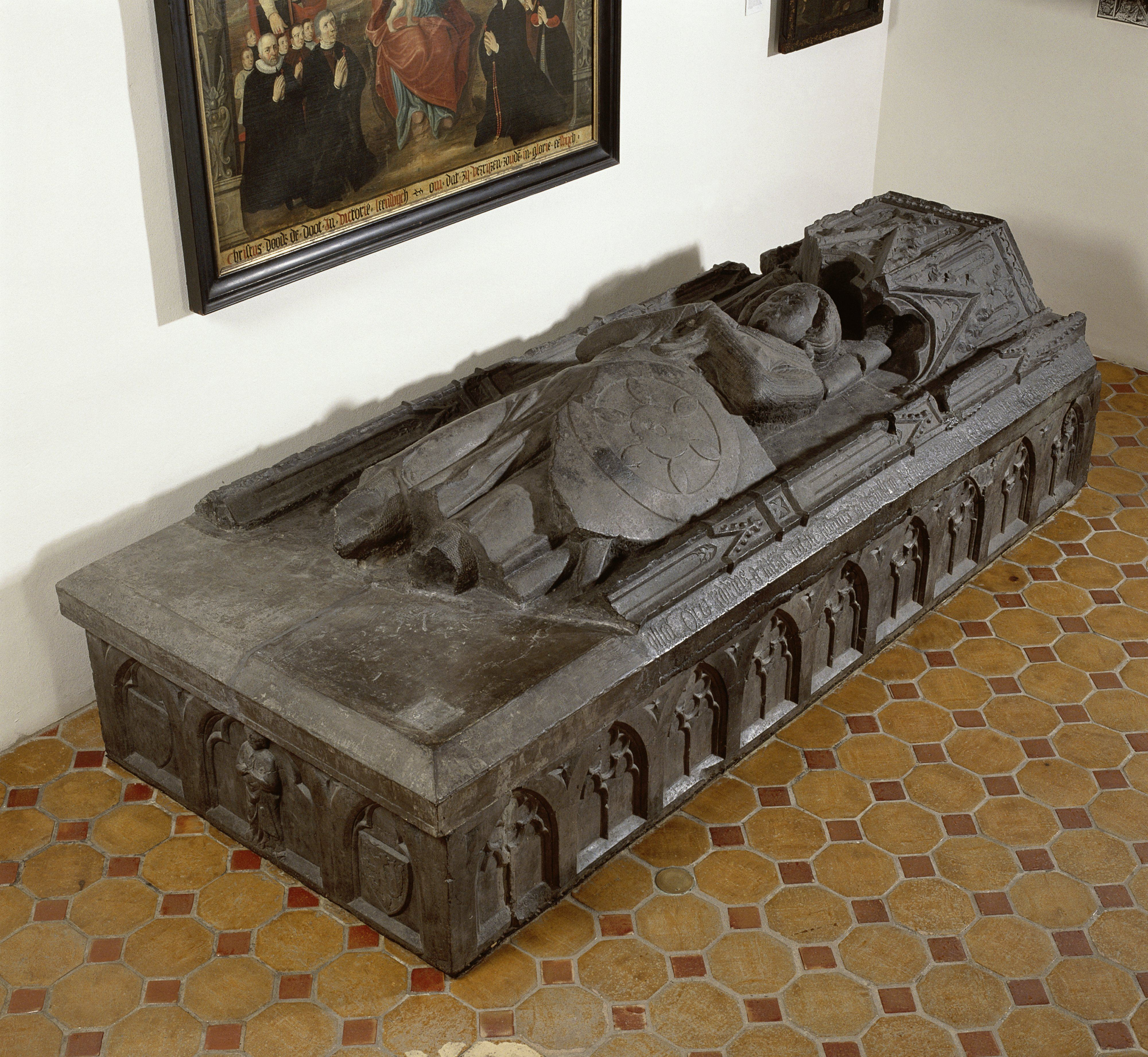
(...)sur le blason, sur le côté droit de la tombe au pied, en relief: un lion couronné grimpant à queue fendue [? famille Heinsberg](...)